# Marsac-sur-l'Isle
Pour les articles homonymes, voir Marsac et l'Isle.
Marsac-sur-l'Isle est une commune française située dans le département de la Dordogne, en région Nouvelle-Aquitaine.

## Géographie

### Généralités
Dans le centre du département de la Dordogne, en Périgord central, Marsac-sur-l'Isle est une commune incluse dans l'unité urbaine de Périgueux et son aire d'attraction. Elle se situe 5 km à l'ouest du centre-ville de Périgueux, 94 de Limoges, 130 de Bordeaux et 480 de Paris.
Elle est principalement desservie par les routes départementales 6089 (l'ancienne route nationale 89), 710 et 710E. Au niveau ferroviaire, le territoire communal recèle deux gares, sur la liaison Bordeaux-Périgueux, celle de Marsac et celle de La Cave, qui n'est plus desservie.
La majeure partie de la commune se trouve en rive gauche de l'Isle qui la sépare au nord de Chancelade et à l'ouest d'Annesse-et-Beaulieu. Cependant, la zone commerciale de la Cropte, le parc des Expositions et le golf de Saltgourde (golf public de Périgueux) sont implantés sur l'autre rive.
À l'est du territoire communal, la Beauronne longe le terrain de golf, marque la limite avec Périgueux et y rejoint l'Isle.

### Communes limitrophes
Marsac-sur-l'Isle est limitrophe de six autres communes, dont Coursac au sud par un quadripoint au lieu-dit Pierre Panlaire. Au nord-est, le territoire de La Chapelle-Gonaguet est distant de 650 mètres.
|                     | Chancelade        | Périgueux            |
| Annesse-et-Beaulieu | Marsac-sur-l'Isle | Coulounieix-Chamiers |
| Razac-sur-l'Isle    | Coursac           |                      |

### Géologie et relief

#### Géologie
Situé sur la plaque nord du Bassin aquitain et bordé à son extrémité nord-est par une frange du Massif central, le département de la Dordogne présente une grande diversité géologique. Les terrains sont disposés en profondeur en strates régulières, témoins d'une sédimentation sur cette ancienne plate-forme marine. Le département peut ainsi être découpé sur le plan géologique en quatre gradins différenciés selon leur âge géologique. Marsac-sur-l'Isle est située dans le troisième gradin à partir du nord-est, un plateau formé de calcaires hétérogènes du Crétacé.
Les couches affleurantes sur le territoire communal sont constituées de formations superficielles du Quaternaire datant du Cénozoïque et de roches sédimentaires du Mésozoïque. La formation la plus ancienne, notée c2c, date du Turonien moyen à supérieur, composée de calcaires cryptocristallins, calcaires gréseux à rudistes et marnes à huîtres et à rhynchonelles, localement grès et sables jaunes (feuille de Terrasson). La formation la plus récente, notée CFp, fait partie des formations superficielles de type colluvions indifférenciées de versant, de vallon et plateaux issues d'alluvions, molasses, altérites. Le descriptif de ces couches est détaillé dans  les feuilles « no 758 - Périgueux (ouest) » et « no 782 - Mussidan » de la carte géologique au 1/50 000 de la France métropolitaine, et leurs notices associées,.

Carte géologique de Marsac-sur-l'Isle.

#### Relief et paysages
Le département de la Dordogne se présente comme un vaste plateau incliné du nord-est (491 m, à la forêt de Vieillecour dans le Nontronnais, à Saint-Pierre-de-Frugie) au sud-ouest (2 m à Lamothe-Montravel). L'altitude du territoire communal varie quant à elle entre 71 m et 187 m,.
Dans le cadre de la Convention européenne du paysage entrée en vigueur en France le 1er juillet 2006, renforcée par la loi du 8 août 2016 pour la reconquête de la biodiversité, de la nature et des paysages, un atlas des paysages de la Dordogne a été élaboré sous maîtrise d’ouvrage de l’État et publié en octobre 2020. Les paysages du département s'organisent en huit unités paysagères et 14 sous-unités. La commune est dans l'unité paysagère de la « Vallée de l'Isle », qui présente un profil contrasté : une vallée relativement encaissée, aux coteaux affirmés, dominant le fond de vallée de 60 à 80 m en amont de Mussidan, une vallée plus élargie en aval avec un fond de vallée plat, large de 1,5 à 2 km. À la fois agricole et urbanisée, elle est parcourue par de nombreuses voies de communication,.
La superficie cadastrale de la commune publiée par l'Insee, qui sert de référence dans toutes les statistiques, est de 10,05 km2,,. La superficie géographique, issue de la BD Topo, composante du Référentiel à grande échelle produit par l'IGN, est quant à elle de 10,12 km2.

### Hydrographie

#### Réseau hydrographique
La commune est située dans le bassin de la Dordogne au sein du Bassin Adour-Garonne. Elle est drainée par l'Isle et la Beauronne qui constituent un réseau hydrographique de 9 km de longueur totale,.
L'Isle, d'une longueur totale de 255,29 km, prend sa source dans la Haute-Vienne dans la commune de Janailhac et se jette dans la Dordogne — dont elle est le principal affluent — en rive droite face à Arveyres, en limite de Fronsac et de Libourne,. Elle arrose la commune du nord-est à l'ouest sur sept kilomètres, lui servant de limite naturelle sur près de cinq kilomètres et demi, face à Chancelade et Annesse-et-Beaulieu.
La Beauronne, d'une longueur totale de 28,16 km, prend sa source dans la commune de Négrondes et se jette dans l'Isle en rive droite en limite de Marsac-sur-l'Isle et de Périgueux, leur servant de limite naturelle sur plus d'un kilomètre.

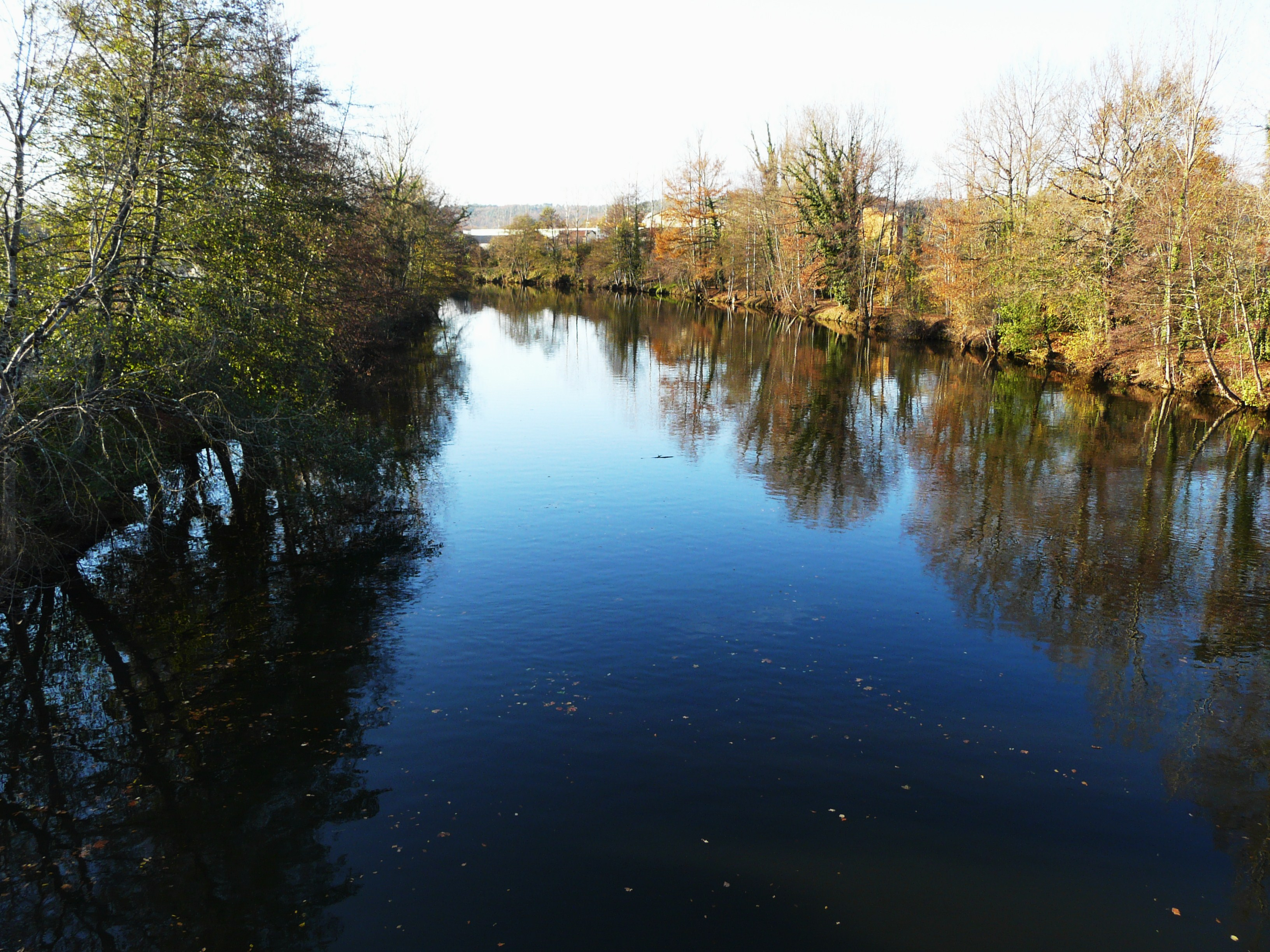
L'Isle au pont de la RD 710E, entre la zone commerciale et le bourg.
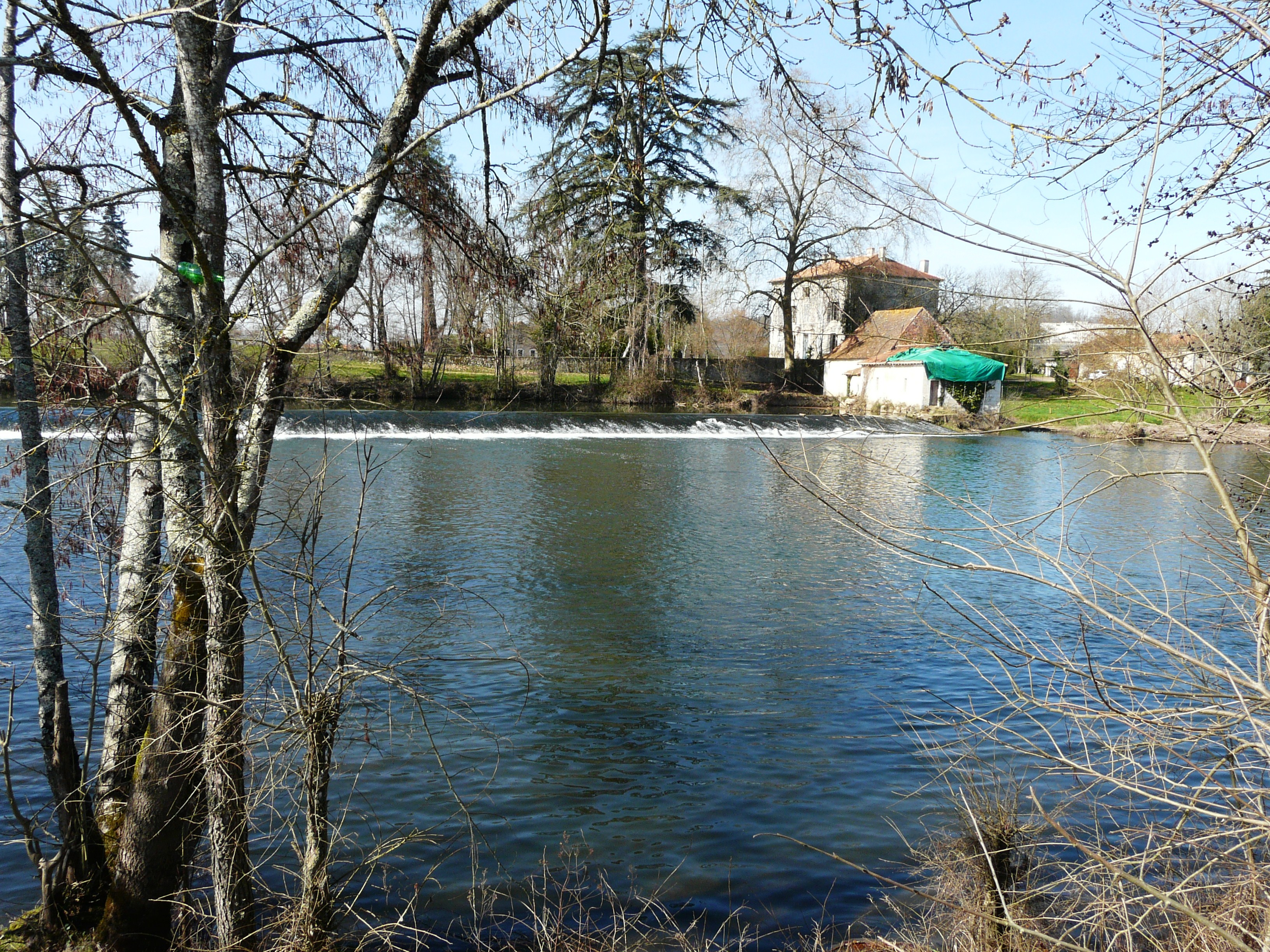
Le barrage du Chambon sur l'Isle entre Chancelade (au premier plan) et Marsac-sur-l'Isle.
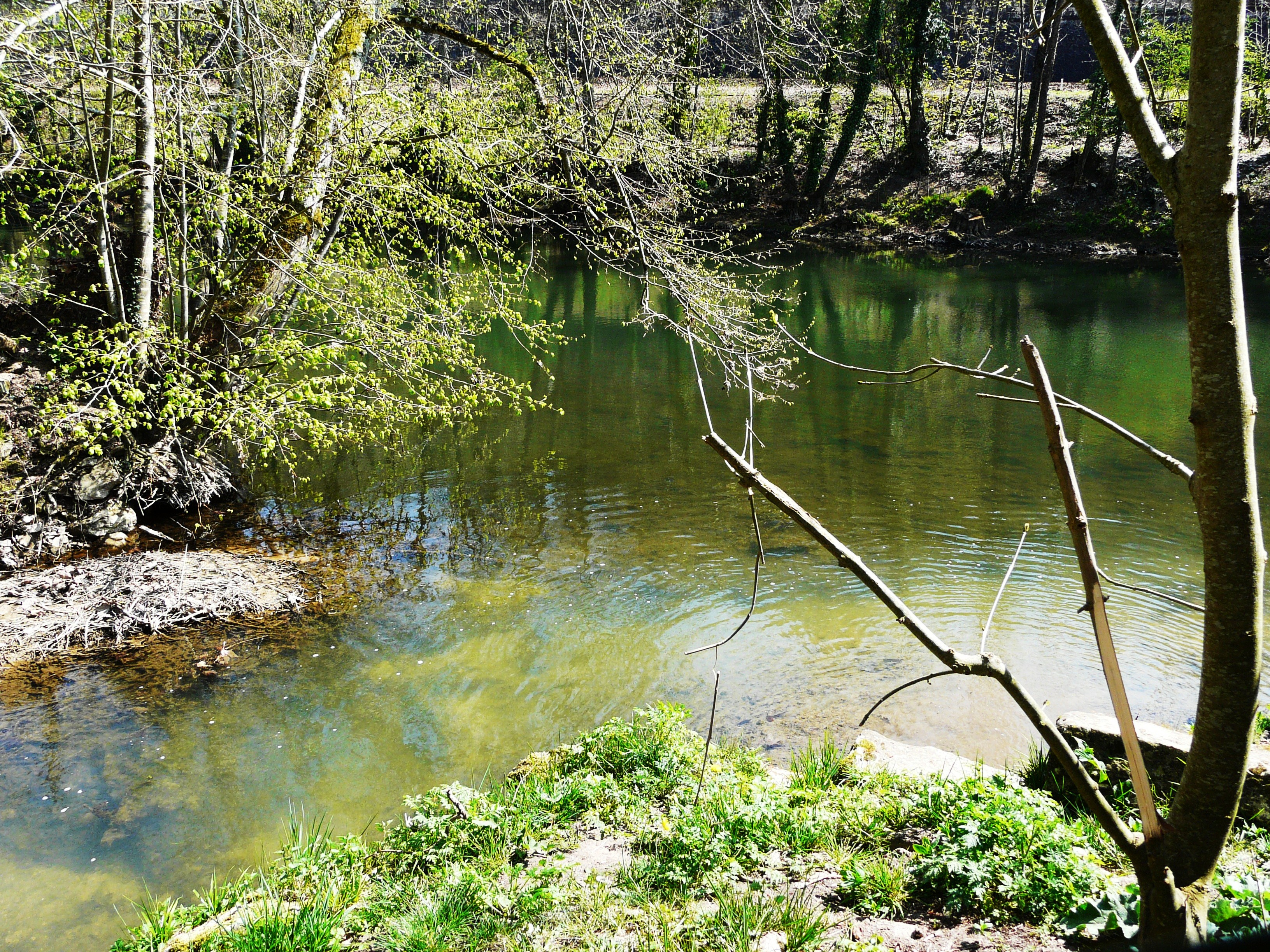
Confluent de la Beauronne (en bas à gauche) et de l'Isle à Saltgourde.
Réseaux hydrographique et routier de Marsac-sur-l'Isle.

#### Gestion et qualité des eaux
Le territoire communal est couvert par le schéma d'aménagement et de gestion des eaux (SAGE) « Isle - Dronne ». Ce document de planification, dont le territoire regroupe les bassins versants de l'Isle et de la Dronne, d'une superficie de 7 500 km2, a été approuvé le 2 août 2021. La structure porteuse de l'élaboration et de la mise en œuvre est l'établissement public territorial de bassin de la Dordogne (EPIDOR). Il définit sur son territoire les objectifs généraux d’utilisation, de mise en valeur et de protection quantitative et qualitative des ressources en eau superficielle et souterraine, en respect des objectifs de qualité définis dans le troisième SDAGE  du Bassin Adour-Garonne qui couvre la période 2022-2027, approuvé le 10 mars 2022.
La qualité des eaux de baignade et des cours d’eau peut être consultée sur un site dédié géré par les agences de l’eau et l’Agence française pour la biodiversité.

### Climat
Pour des articles plus généraux, voir Climat de la Nouvelle-Aquitaine et Climat de la Dordogne.
En 2010, le climat de la commune est de type climat océanique altéré, selon une étude s'appuyant sur une série de données couvrant la période 1971-2000. En 2020, Météo-France publie une typologie des climats de la France métropolitaine dans laquelle la commune est toujours exposée à un climat océanique altéré et est dans la région climatique  Aquitaine, Gascogne, caractérisée par une pluviométrie abondante au printemps, modérée en automne, un faible ensoleillement au printemps, un été chaud (19,5 °C), des vents faibles, des brouillards fréquents en automne et en hiver et des orages fréquents en été (15 à 20 jours).
Pour la période 1971-2000, la température annuelle moyenne est de 12,3 °C, avec  une amplitude thermique annuelle de 15 °C. Le cumul annuel moyen de précipitations est de 894 mm, avec 12,2 jours de précipitations en janvier et 6,8 jours en juillet. Pour la période 1991-2020, la température moyenne annuelle observée sur la station météorologique la plus proche, située sur la commune de Coulounieix-Chamiers à 2 km à vol d'oiseau, est de 13,1 °C et le cumul annuel moyen de précipitations est de 912,2 mm,. Pour l'avenir, les paramètres climatiques de la commune estimés pour 2050 selon différents scénarios d’émission de gaz à effet de serre sont consultables sur un site dédié publié par Météo-France en novembre 2022.

### Milieux naturels et biodiversité
Implanté sur 50 hectares du territoire de Marsac-sur-l'Isle, en limite nord-ouest de Périgueux, le golf public de Périgueux est bordé par la Beauronne et l'Isle, au niveau de leur confluence. En décembre 2024, il « a reçu un label de biodiversité de niveau bronze », après qu'un recensement a révélé la présence de 278 espèces animales et végétales.

## Urbanisme

### Typologie
Au 1er janvier 2024, Marsac-sur-l'Isle est catégorisée ceinture urbaine, selon la nouvelle grille communale de densité à 7 niveaux définie par l'Insee en 2022.
Elle appartient à l'unité urbaine de Périgueux, une agglomération intra-départementale dont elle est une commune de la banlieue,. Par ailleurs la commune fait partie de l'aire d'attraction de Périgueux, dont elle est une commune de la couronne,. Cette aire, qui regroupe 49 communes, est catégorisée dans les aires de 50 000 à moins de 200 000 habitants,.

### Occupation des sols
L'occupation des sols de la commune, telle qu'elle ressort de la base de données européenne d’occupation biophysique des sols Corine Land Cover (CLC), est marquée par l'importance des territoires artificialisés (56,5 % en 2018), en augmentation par rapport à 1990 (37,5 %). La répartition détaillée en 2018 est la suivante : 
zones urbanisées (39,1 %), forêts (31,3 %), zones agricoles hétérogènes (12,2 %), zones industrielles ou commerciales et réseaux de communication (9,8 %), espaces verts artificialisés, non agricoles (7,6 %). L'évolution de l’occupation des sols de la commune et de ses infrastructures peut être observée sur les différentes représentations cartographiques du territoire : la carte de Cassini (XVIIIe siècle), la carte d'état-major (1820-1866) et les cartes ou photos aériennes de l'IGN pour la période actuelle (1950 à aujourd'hui).

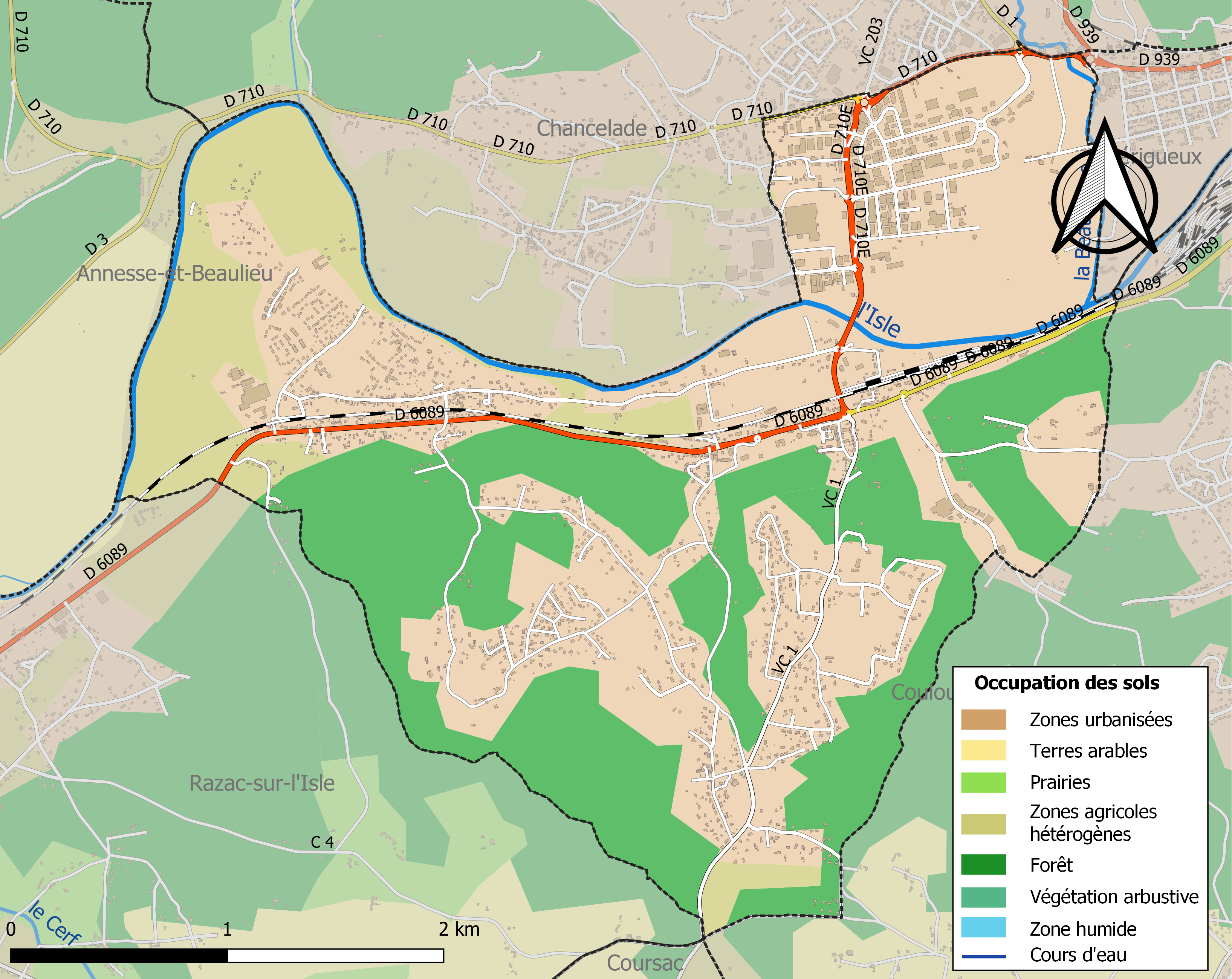
Carte des infrastructures et de l'occupation des sols de la commune en 2018 (CLC).

### Prévention des risques
Le territoire de la commune de Marsac-sur-l'Isle est vulnérable à différents aléas naturels : météorologiques (tempête, orage, neige, grand froid, canicule ou sécheresse), inondations, feux de forêts, mouvements de terrains et séisme (sismicité très faible). Il est également exposé à un risque technologique, le transport de matières dangereuses. Un site publié par le BRGM permet d'évaluer simplement et rapidement les risques d'un bien localisé soit par son adresse soit par le numéro de sa parcelle.

#### Risques naturels

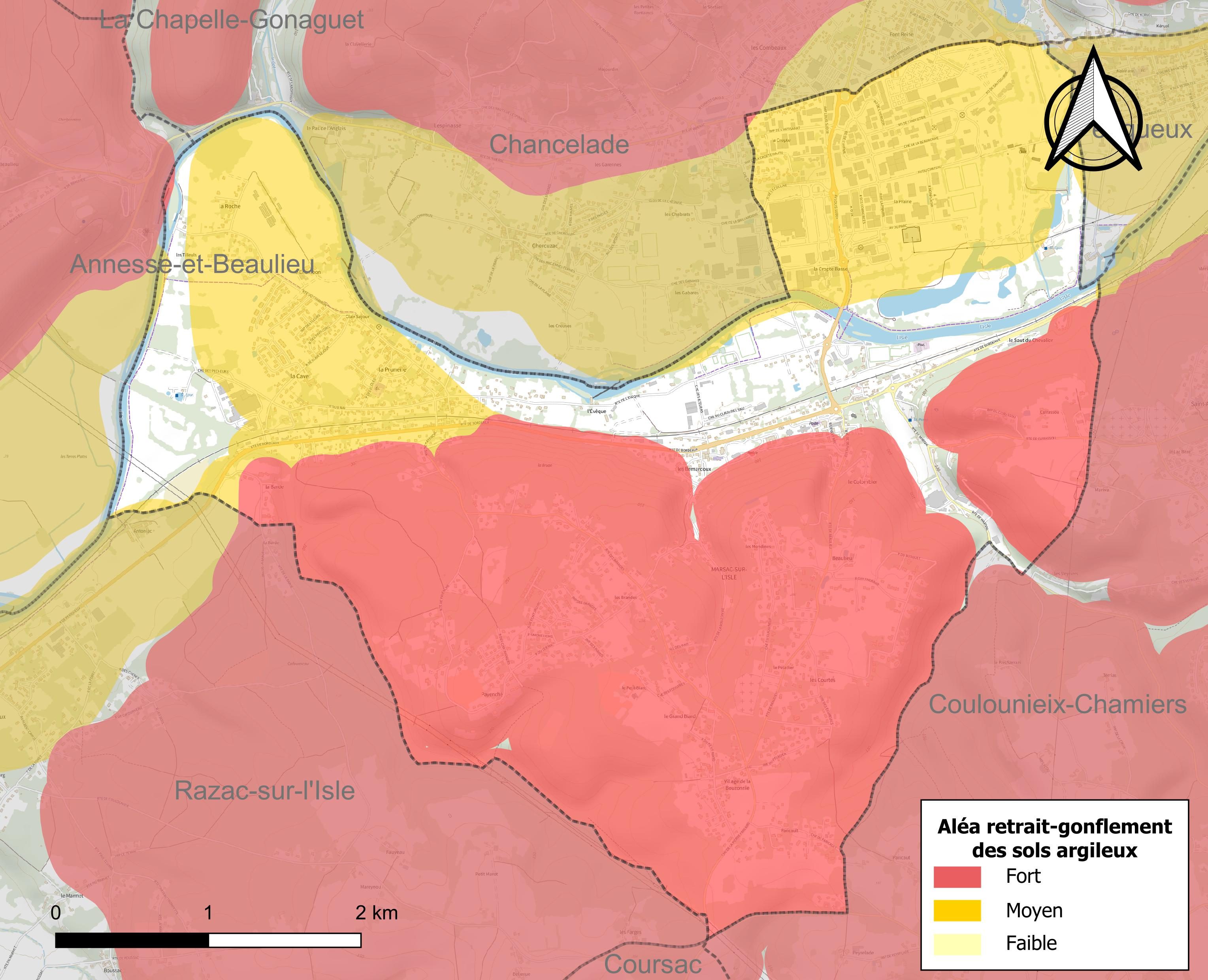
Carte des zones d'aléa retrait-gonflement des sols argileux de Marsac-sur-l'Isle.

La commune fait partie du territoire à risques importants d'inondation (TRI) de Périgueux, regroupant 12 communes concernées par un risque de débordement de l'Isle, un des 18 TRI qui ont été arrêtés fin 2012 sur le bassin Adour-Garonne. Les événements antérieurs à 2014 les plus significatifs sont les crues de 1783 (5,21 m à l'échelle de crue, la crue la plus importante connue), de 1843 (4,83 m) et de 1944 (4,5 m, 630 m3/s, la crue centennale de référence). Des cartes des surfaces inondables ont été établies pour trois scénarios : fréquent (crue de temps de retour de 10 ans à 30 ans), moyen (temps de retour de 100 ans à 300 ans) et extrême (temps de retour de l'ordre de 1 000 ans, qui met en défaut tout système de protection). La commune a été reconnue en état de catastrophe naturelle au titre des dommages causés par les inondations et coulées de boue survenues en 1982, 1986, 1993, 1998, 1999, 2009 et 2018,. Le risque inondation est pris en compte dans l'aménagement du territoire de la commune par le biais du plan de prévention des risques inondation (PPRI) de l'« agglomération de Périgueux »  prescrit le 11 mars 2015 et approuvé le 6 février 2018, pour les crues de l'Isle. La crue de 1944, plus haute crue historique bien connue sur l’Isle, avec un débit estimé de 630 m3/s à Périgueux, présente une période de retour centennale et sert de crue de référence au PPRI.
Marsac-sur-l'Isle est exposée au risque de feu de forêt. L’arrêté préfectoral du 14 mars 2013 fixe les conditions de pratique des incinérations et de brûlage dans un objectif de réduire le risque de départs d’incendie. À ce titre, des périodes sont déterminées : interdiction totale du 15 février au 15 mai et du 15 juin au 15 octobre, utilisation réglementée du 16 mai au 14 juin et du 16 octobre au 14 février. En septembre 2020, un plan inter-départemental de protection des forêts contre les incendies (PidPFCI) a été adopté pour la période 2019-2029,.
Les mouvements de terrains susceptibles de se produire sur la commune sont des tassements différentiels. Le retrait-gonflement des sols argileux est susceptible d'engendrer des dommages importants aux bâtiments en cas d’alternance de périodes de sécheresse et de pluie. 82,3 % de la superficie communale est en aléa moyen ou fort (58,6 % au niveau départemental et 48,5 % au niveau national métropolitain). Depuis le 1er octobre 2020, en application de la loi ÉLAN, différentes contraintes s'imposent aux vendeurs, maîtres d'ouvrages ou constructeurs de biens situés dans une zone classée en aléa moyen ou fort,.
La commune a été reconnue en état de catastrophe naturelle au titre des dommages causés par la sécheresse en 1989, 1992, 1995, 2005, 2009, 2011 et 2017 et par des mouvements de terrain en 1999.

## Toponymie

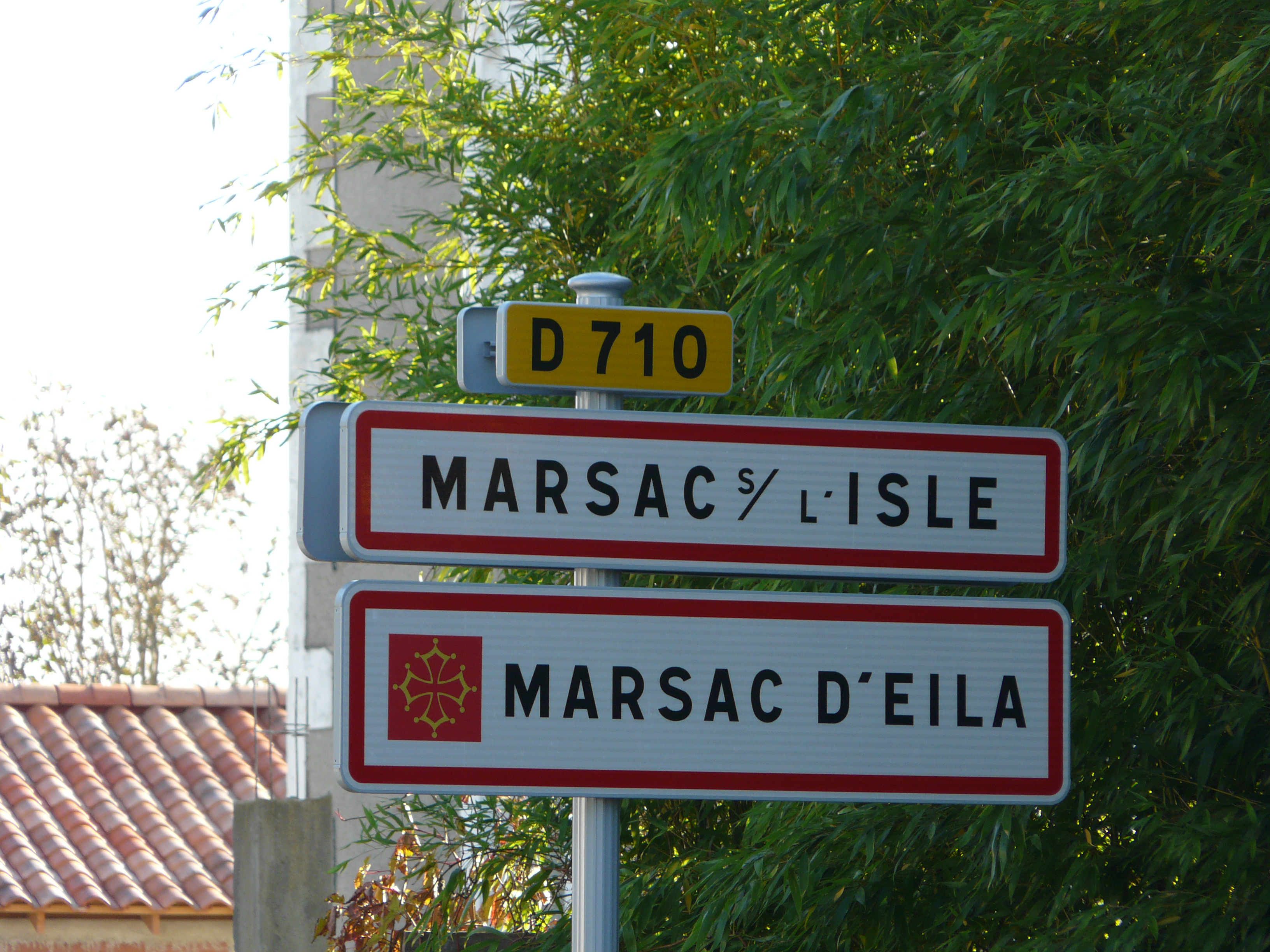
Panneau d'entrée dans la commune en français et occitan.

La commune prendrait son nom d'un personnage gallo-roman Marcius. qui y aurait séjourné entre 58 et 50 av. J.-C.[réf. nécessaire], auquel est accolé le suffixe -acum, indiquant le « domaine de Marcius ». Selon Émile Colas, l'origine proviendrait plutôt de marcidus signifiant « lieu sauvage, stérile ». La seconde partie du nom correspond à l'Isle, principal affluent de la Dordogne et rivière qui arrose le territoire communal.
En occitan, elle porte le nom de Marçac d'Eila.

## Histoire
En 2023, des fouilles archéologiques sur la zone Péri-Ouest ont permis la mise au jour d'amphores et de vases de l'époque gauloise.
La pierre Panlaire est une borne qui se dresse en bordure de route au croisement des routes conduisant de Coulounieix à Razac et de Coursac à Marsac, près des lieux-dits les Farges et Perlijoux. À l'origine, au XVe siècle, elle marquait la limite des quatre paroisses devenues des communes à la Révolution, à la fin du XVIIIe siècle. Déplacée d'une dizaine de mètres, elle se situe désormais sur le territoire de la commune de Coulounieix-Chamiers.
En 1181, sur le cartulaire de Chancelade, la première mention écrite connue du lieu apparaît sous la forme Marszac. Au XVIIe siècle, Johannes Blaeu indique Marsat sur son Atlas du Royaume de France, avant que la commune ne devienne Marsac à la Révolution.
C'est d'ailleurs durant la période révolutionnaire que Marsac perd près de la moitié de son territoire (nord et ouest de la commune : hameaux de la Croix-Herbouze, les Combeaux, de Terrassonie, de Lespinasse et de Chercuzac) au profit de la commune voisine de Chancelade.

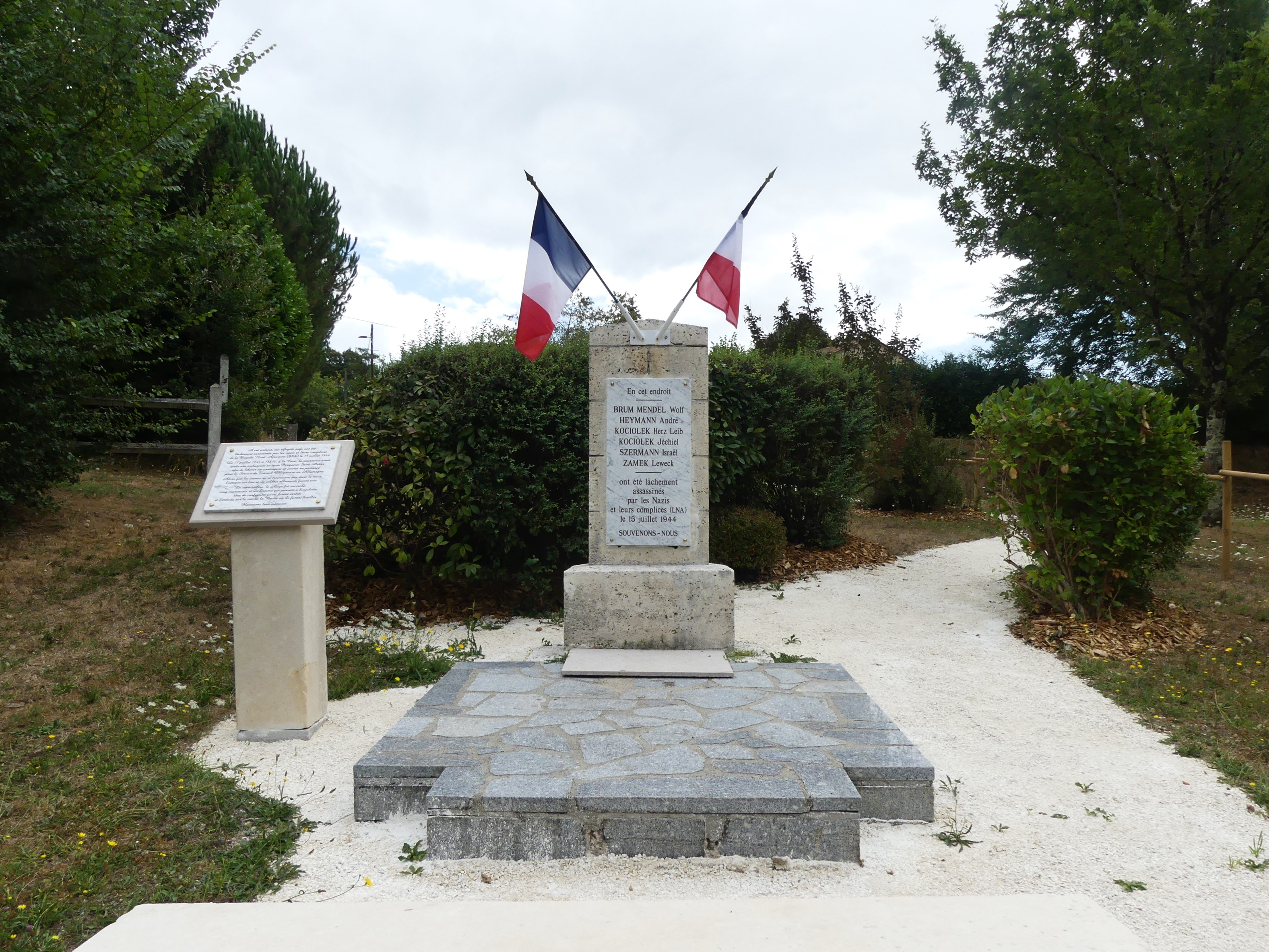
La stèle de la Barde.

En juillet 1944, six Juifs sont fusillés route de Bordeaux, au lieu-dit la Barde par la Brigade nord-africaine en représailles à l'attaque d'un détachement du groupe de résistance « Roland » où six Allemands meurent en gare de La Cave le 11 juillet 1944. Une stèle a été implantée sur place en leur mémoire,.
La commune a pris le nom de Marsac-sur-l'Isle en 1961 pour se distinguer des autres communes françaises homonymes.

## Politique et administration

### Rattachements administratifs
La commune de Marsac a été rattachée, dès 1790, au canton de Périgueux qui dépendait du district de Perigueux. Les districts sont supprimés en 1795. Le canton est rattaché à l'arrondissement de Périgueux en 1800.
La commune prend son nom actuel en 1961. Le canton de Périgueux est scindé en trois en 1973 et Marsac-sur-l'Isle fait partie du nouveau canton de Périgueux-Ouest.
Dans le cadre de la réforme de 2014 définie par le décret du 21 février 2014, ce canton disparaît aux élections départementales de mars 2015. La commune est alors rattachée au canton de Coulounieix-Chamiers.

### Intercommunalité
Le 1er janvier 2000, elle intègre dès sa création la communauté d'agglomération périgourdine. Celle-ci disparaît le 31 décembre 2013, remplacée au 1er janvier 2014 par une nouvelle intercommunalité élargie : Le Grand Périgueux.

### Administration municipale
La population de la commune étant comprise entre 2 500 et 3 499 habitants au recensement de 2017, vingt-trois conseillers municipaux ont été élus en 2020,.

### Liste des maires
| Période                                  | Période        | Identité             | Étiquette             | Qualité                                                         |
| ---------------------------------------- | -------------- | -------------------- | --------------------- | --------------------------------------------------------------- |
| Les données manquantes sont à compléter. |                |                      |                       |                                                                 |
| 1800                                     | 1831           | Antoine Testut       |                       |                                                                 |
| 1831                                     | 1841           | Pierre Chabanes      |                       |                                                                 |
| 1842                                     | avril 1848     | Jean-Baptiste Bernis |                       |                                                                 |
| avril 1848                               | juin 1848      | Pierre Paul Augier   |                       |                                                                 |
| juin 1848                                | 1848           | Jean Marquet (fils)  |                       |                                                                 |
| 1848                                     | décembre 1851  | Marc Montagut        |                       | Représentant à l'Assemblée nationale législative de 1849 à 1851 |
| décembre 1851                            | janvier 1858   | Jean-Baptiste Bernis |                       |                                                                 |
| janvier 1858                             | 1870           | Firmin Paul Ligeoix  |                       |                                                                 |
| septembre 1870                           | mars 1874      | Marc Montagut        |                       |                                                                 |
| mars 1874                                | janvier 1875   | Armand Courteix      |                       |                                                                 |
| janvier 1875                             | octobre 1876   | Léon Bernis          |                       |                                                                 |
| octobre 1876                             | août 1877      | Marc Montagut        |                       | Député                                                          |
| août 1877                                | janvier 1878   | Armand Courteix      |                       | Adjoint faisant fonctions de maire                              |
| janvier 1878                             | mars 1895      | Marc Montagut        |                       |                                                                 |
| avril 1895                               | 1911           | Guillaume Lafaye     |                       |                                                                 |
| 1911                                     | décembre 1911  | Antoine Chiquot      |                       | Adjoint faisant fonctions de maire                              |
| décembre 1911                            | 1919           | Raoul Marey          |                       |                                                                 |
| 1919                                     | 1922           | Jean Lafage          |                       |                                                                 |
| 1922                                     | septembre 1922 | Alphonse Soymier     |                       | Adjoint faisant fonctions de maire                              |
| septembre 1922                           | 1926           | Alphonse Soymier     |                       |                                                                 |
| juillet 1926                             | 1944           | Georges Peyronnet    |                       |                                                                 |
| octobre 1944                             | 1952           | Louis Suder          |                       |                                                                 |
| 1952                                     | octobre 1952   | Clément Laval        |                       | Adjoint faisant fonctions de maire                              |
| octobre 1952                             | avril 1967     | Clément Laval        |                       |                                                                 |
| avril 1967                               | août 1981      | Henri Jacquement     |                       | Chef de Culture                                                 |
| octobre 1981                             | novembre 1992  | René Bouton          |                       |                                                                 |
| décembre 1992                            | février 2000   | Henry Bongrain       |                       |                                                                 |
| février 2000                             | mars 2001      | Jean-Pierre Suder    |                       |                                                                 |
| mars 2001                                | juin 2018      | Jean-Marie Rigaud    | PS puis EELV puis DVG | Retraité de la fonction publique territoriale                   |
| juin 2018                                | juin 2018      | Alain Chastenet      |                       | Premier adjoint faisant fonctions de maire Agent SNCF           |
| juin 2018                                | mai 2020       | Alain Chastenet      |                       | Agent SNCF                                                      |
| mai 2020                                 | En cours       | Yannick Bidaud       |                       | Retraité de la fonction publique territoriale                   |

## Équipements et services publics

### Enseignement
À la rentrée scolaire 2023, Marsac-sur-l'Isle dispose de l'école élémentaire Henri-Jacquement et de l'école maternelle La Marelle,.

### Justice
Dans le domaine judiciaire, Marsac-sur-l'Isle relève : 
- du tribunal judiciaire, du tribunal pour enfants, du conseil de prud'hommes et du tribunal de commerce de Périgueux ;
- du pôle Nationalité du tribunal judiciaire de Périgueux (compétent uniquement dans le domaine de la nationalité) ;
- de la cour d'appel, du tribunal administratif et de la  cour administrative d'appel de Bordeaux.

## Population et société

### Démographie
Les habitants de Marsac-sur-l'Isle se nomment les Marsacois
Avant 1793 la population était recensée par feux, c'est-à-dire par foyers. Ainsi, pour Marsac :
| 1692 | 1709 | 1713 | 1720 | 1745 | 1769 | 1770 | 1774 | 1789 |
| ---- | ---- | ---- | ---- | ---- | ---- | ---- | ---- | ---- |
| 200  | 171  | 92   | 92   | 142  | 130  | 137  | 137  | 120  |

L'évolution du nombre d'habitants est connue à travers les recensements de la population effectués dans la commune depuis 1793. Pour les communes de moins de 10 000 habitants, une enquête de recensement portant sur toute la population est réalisée tous les cinq ans, les populations de référence des années intermédiaires étant quant à elles estimées par interpolation ou extrapolation. Pour la commune, le premier recensement exhaustif entrant dans le cadre du nouveau dispositif a été réalisé en 2007.

En 2022, la commune comptait 3 165 habitants, en évolution de +1,51 % par rapport à 2016 (Dordogne : +0,37 %, France hors Mayotte : +2,11 %).
| 1793 | 1800 | 1806 | 1821 | 1831 | 1836 | 1841 | 1846 | 1851 |
| ---- | ---- | ---- | ---- | ---- | ---- | ---- | ---- | ---- |
| 460  | 517  | 496  | 545  | 453  | 485  | 505  | 552  | 484  |

| 1856 | 1861 | 1866 | 1872 | 1876 | 1881 | 1886 | 1891 | 1896 |
| ---- | ---- | ---- | ---- | ---- | ---- | ---- | ---- | ---- |
| 502  | 549  | 556  | 541  | 577  | 609  | 581  | 568  | 566  |

| 1901 | 1906 | 1911 | 1921 | 1926 | 1931 | 1936 | 1946 | 1954 |
| ---- | ---- | ---- | ---- | ---- | ---- | ---- | ---- | ---- |
| 520  | 502  | 430  | 446  | 455  | 468  | 488  | 597  | 630  |

| 1962  | 1968  | 1975  | 1982  | 1990  | 1999  | 2006  | 2007  | 2012  |
| ----- | ----- | ----- | ----- | ----- | ----- | ----- | ----- | ----- |
| 1 053 | 1 216 | 1 569 | 1 657 | 1 939 | 2 200 | 2 491 | 2 525 | 2 965 |

| 2017  | 2022  | - | - | - | - | - | - | - |
| ----- | ----- | - | - | - | - | - | - | - |
| 3 104 | 3 165 | - | - | - | - | - | - | - |

### Sports
- L'Amicale Laïque de Marsac Canoë-Kayak (ALMCK)[72] dispose de résultats très flatteurs au niveau français, étant consacrée Championne de France des clubs de la discipline à 12 reprises de 2004 à 2021, dont une série ininterrompue de six titres de 2016 à 2021[73]. Le club compte dans ses rangs des athlètes de niveau européen et même mondial, tels que Maxence Barouh, Félix Bouvet, Ancelin Gourjault[74], Lucas Pazat et Nicolas Sauteur[75].
- Le club de football de la ville est l'Union sportive Chancelade Marsac 24 (USCM)[76], créée en 1962[77].

### Manifestations culturelles et festivités
- Tout au long de l'année, le parc des expositions de Marsac, propriété de la Ville de Périgueux, accueille de nombreux évènements, dont la Foire de Périgueux, début septembre de chaque année (77e édition en 2020[78]), ou le Salon animalier de Périgueux en octobre (10e édition en 2019[79]). Cependant, une première  partie de trois hectares du parc a été vendue fin 2020 et les huit hectares restants pourraient être mis en vente dans le courant de l'année 2021[78].

## Économie

### Emploi
L'emploi est analysé ci-dessous selon qu'il affecte les habitants de Marsac-sur-l'Isle ou qu'il est proposé sur le territoire de la commune.

#### L'emploi des habitants
En 2018, parmi la population communale comprise entre 15 et 64 ans, les actifs représentent 1 540 personnes, soit 49,6 % de la population municipale. Le nombre de chômeurs (160) a très légèrement diminué par rapport à 2013 (163) et le taux de chômage de cette population active s'établit à 10,4 %.

#### L'emploi sur la commune
En 2018, le dynamisme économique de la commune se remarque puisqu'elle offre 2 850 emplois pour une population de 3 105 habitants. Le secteur secteur tertiaire prédomine avec 67,0 % des emplois.
Répartition des emplois par domaines d'activité
|                     | Agriculture, sylviculture ou pêche | Industrie | Construction | Commerce, transports et services | Administration publique, enseignement, santé, action sociale |
| ------------------- | ---------------------------------- | --------- | ------------ | -------------------------------- | ------------------------------------------------------------ |
| Nombre d'emplois    | 15                                 | 496       | 123          | 1 910                            | 306                                                          |
| Pourcentage         | 0,5 %                              | 17,4 %    | 4,3 %        | 67,0 %                           | 10,7 %                                                       |
| Source des données. |                                    |           |              |                                  |                                                              |

### Établissements
Fin 2018, la commune compte 276 établissements actifs employeurs, dont 214 au niveau des commerces, transports ou services, 25 dans la construction, 19 relatifs au secteur administratif, à l'enseignement, à la santé ou à l'action sociale et 18 dans l'industrie.

### Entreprises
Parmi les entreprises dont le siège social est en Dordogne, deux situées à Marsac-sur-l'Isle se classent parmi les cinquante premières quant au chiffre d'affaires hors taxes en 2015-2016 :
- Robinetterie R. Hammel (fabrication articles de robinetterie) : 23e, avec 34 831 k€ ;
- Trapy-Pro (commerce de gros de matériel électrique) : 33e, avec 30 397 k€.

Parmi les entreprises dont le siège social est en Dordogne, sept sociétés implantées à Marsac-sur-l'Isle se classent parmi les cinquante premières de leur secteur d'activité quant au chiffre d'affaires hors taxes en 2015-2016 :
- dans l'industrie[85], Robinetterie R. Hammel se classe 8e et Regiplast (fabrication d'éléments en matières plastiques pour la construction) 38e avec 6 708 k€ ;
- dans le commerce[86], Trapy-Pro se classe 15e ;
- dans les services[87], Transports Antoine Aquitaine (transports routiers de fret interurbains) 14e avec 6 701 k€, Big Big (messagerie, fret express) 21e avec 5 668 k€, Jamsy (activités de conditionnement) 32e avec 3 935 k€, Syba (activités d'architecture) 44e avec 2 945 k€.

Créée à Périgueux en 1964, la SOCRA est implantée à Marsac-sur-l'Isle. Après avoir fait partie du groupe Vinci, l'entreprise redevient indépendante en 2014, rachetée par son directeur. Fleuron de la restauration du patrimoine français (Galerie des Glaces du château de Versailles, sculptures de l'Opéra Garnier, le Grand Palais à Paris, etc.), elle emploie 35 personnes et a généré un chiffre d'affaires de 6,4 millions d'euros en 2013. En octobre 2018, la SOCRA est rachetée par le groupe Mériguet, spécialisé dans la décoration de luxe. Démontées en 2019, les statues des apôtres et des évangélistes ornant la cathédrale Notre-Dame de Paris y sont restaurées.
Spécialisée dans la fabrication et la commercialisation de machines industrielles spécifiques et créée en 1971, Cetec Industrie emploie 80 salariés à Marsac.
D'autres entreprises importantes ayant leur siège social ailleurs qu'à Marsac sont également implantées sur le territoire communal. On peut notamment citer Auchan et Fromarsac (fabrication de spécialités fromagères).

## Culture locale et patrimoine

### Lieux et monuments

#### Patrimoine civil
- Le château des Bernardoux, XIXe siècle, ancienne colonie de vacances ; correspond aujourd'hui à l'hôtel de ville.
- Le château de Marsac.
- Le château de Saltgourde et le terrain de golf y attenant.
- Le manoir de Chambon, XIXe siècle.
- L'écluse de la Roche : abandonnée depuis les années 1940, les travaux de sa réhabilitation ont débuté en 1997 et sont aujourd'hui terminés. Avec sa vue privilégiée sur le château de la Roche à Annesse-et-Beaulieu, l'îlot de la Roche, formé par le canal et l'Isle, est un lieu de détente prisé des Marsacois.
- La fontaine intermittente : curiosité et énigme de Marsac. Son débit très irrégulier peut varier d'un à deux litres par seconde à dix voire vingt litres par seconde.
- La fontaine-lavoir, située devant l'église, construite en 1897 ou 1898.

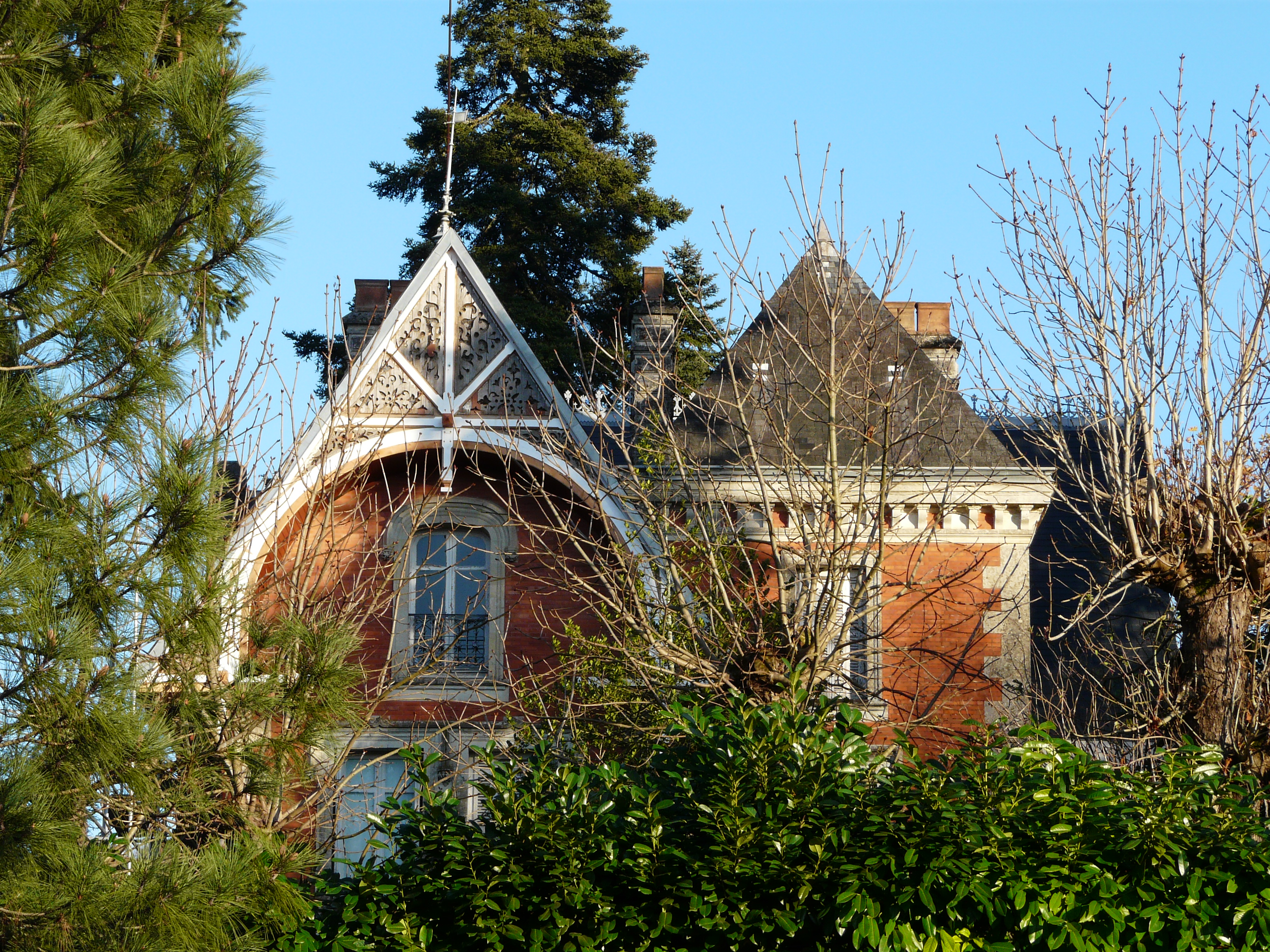
Le château de Marsac.
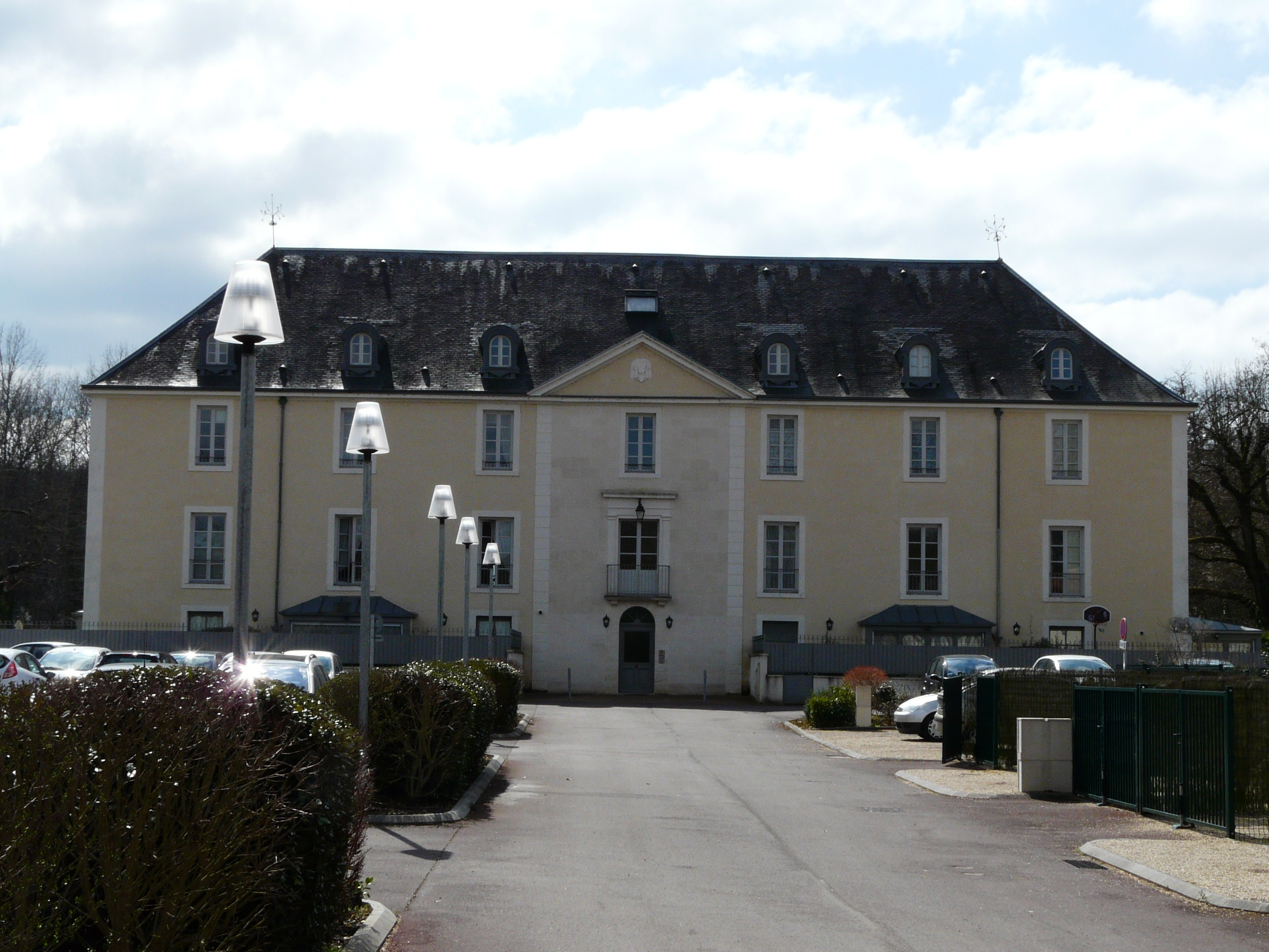
Le château de Saltgourde.
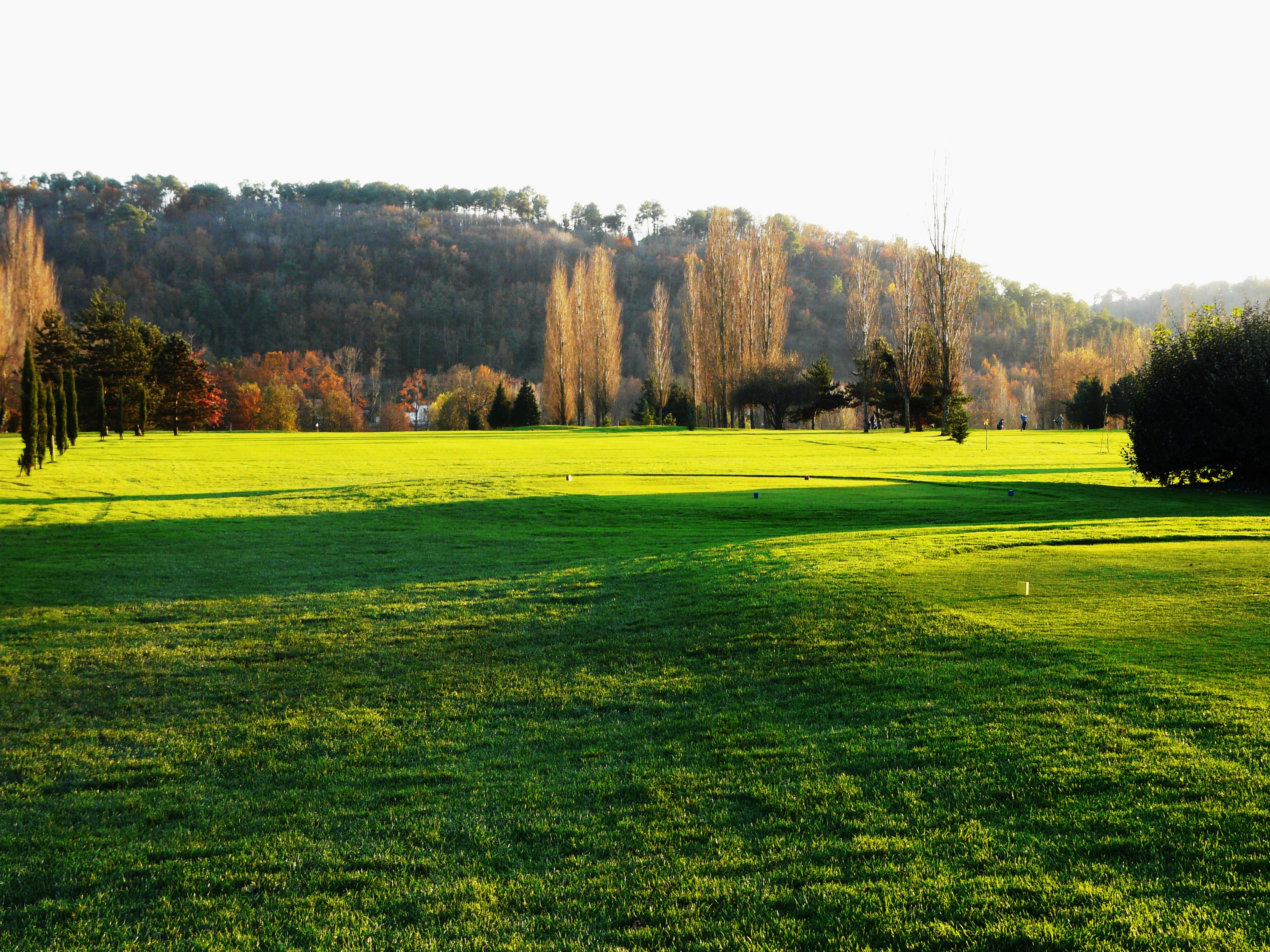
Le golf de Saltgourde.
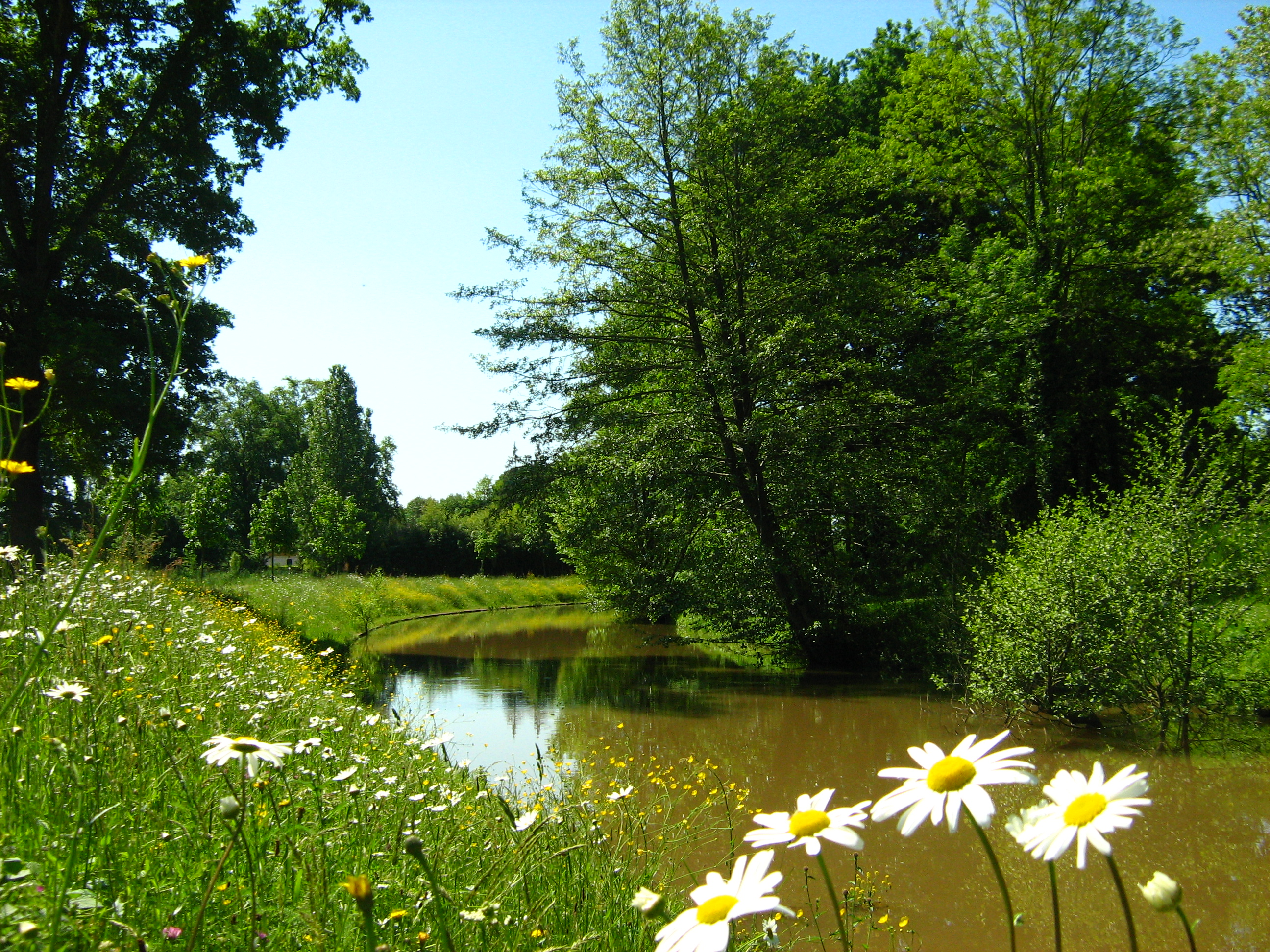
Canal de l'écluse de la Roche.
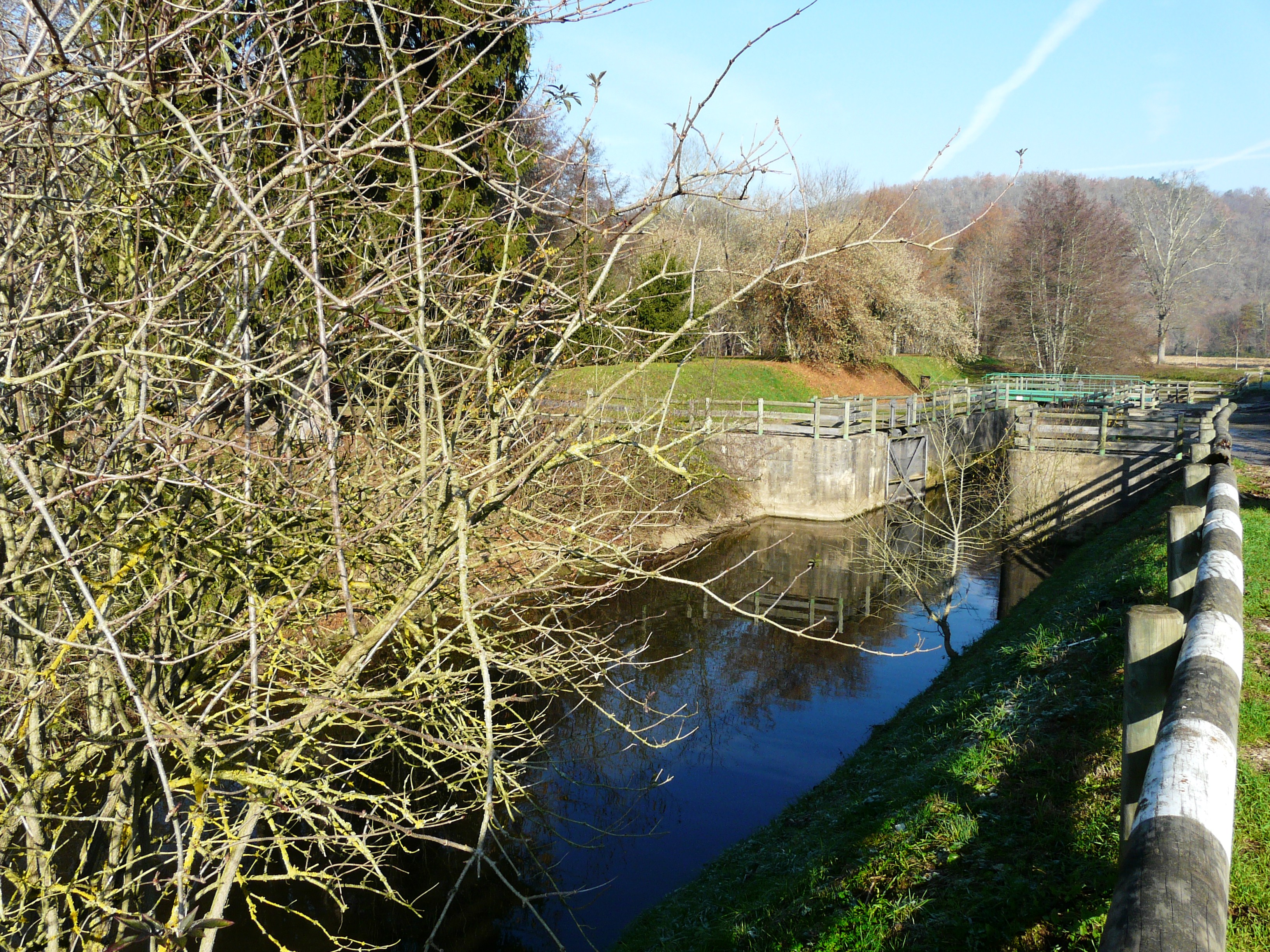
L'écluse de la Roche.
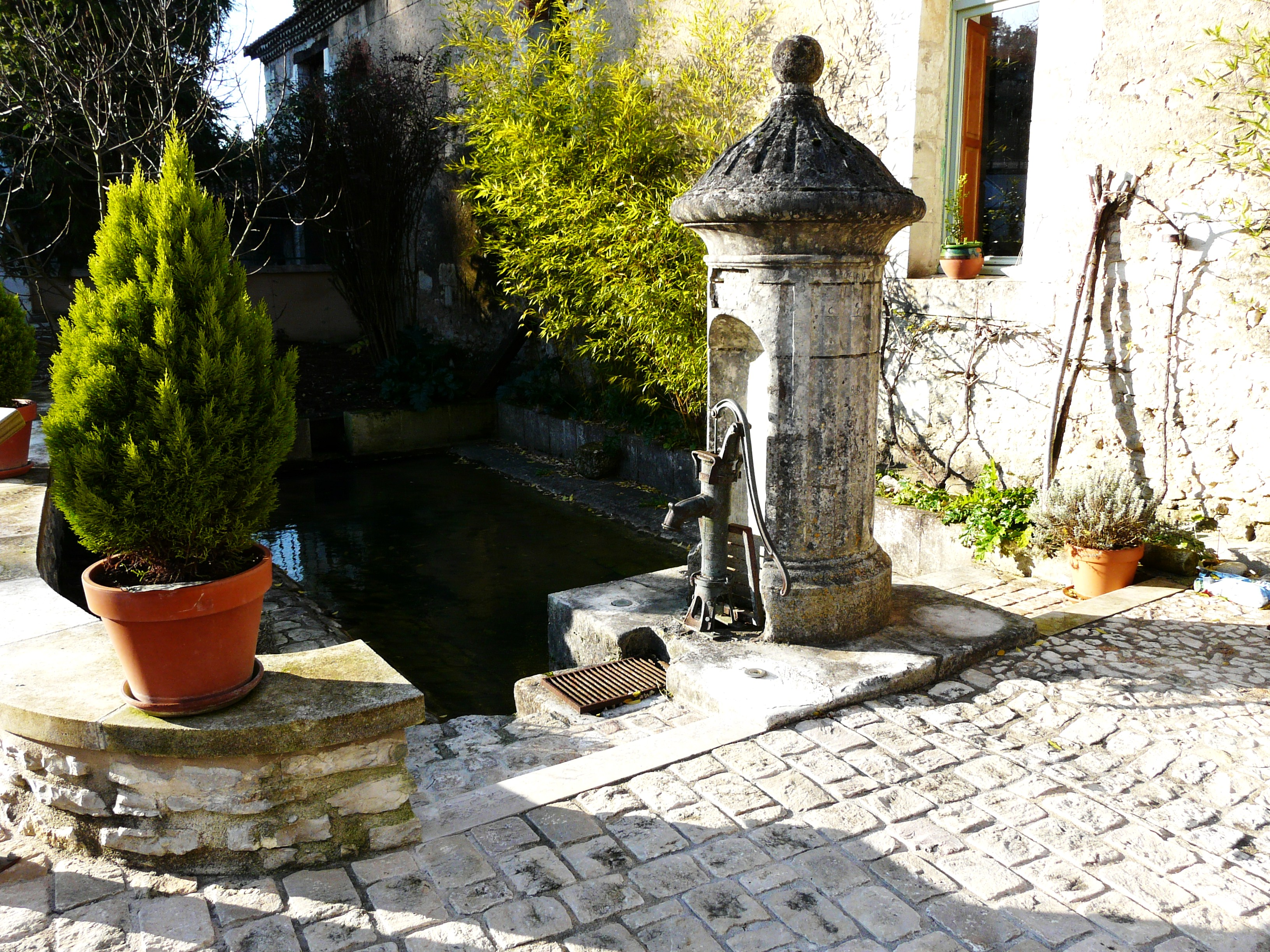
La fontaine-lavoir.
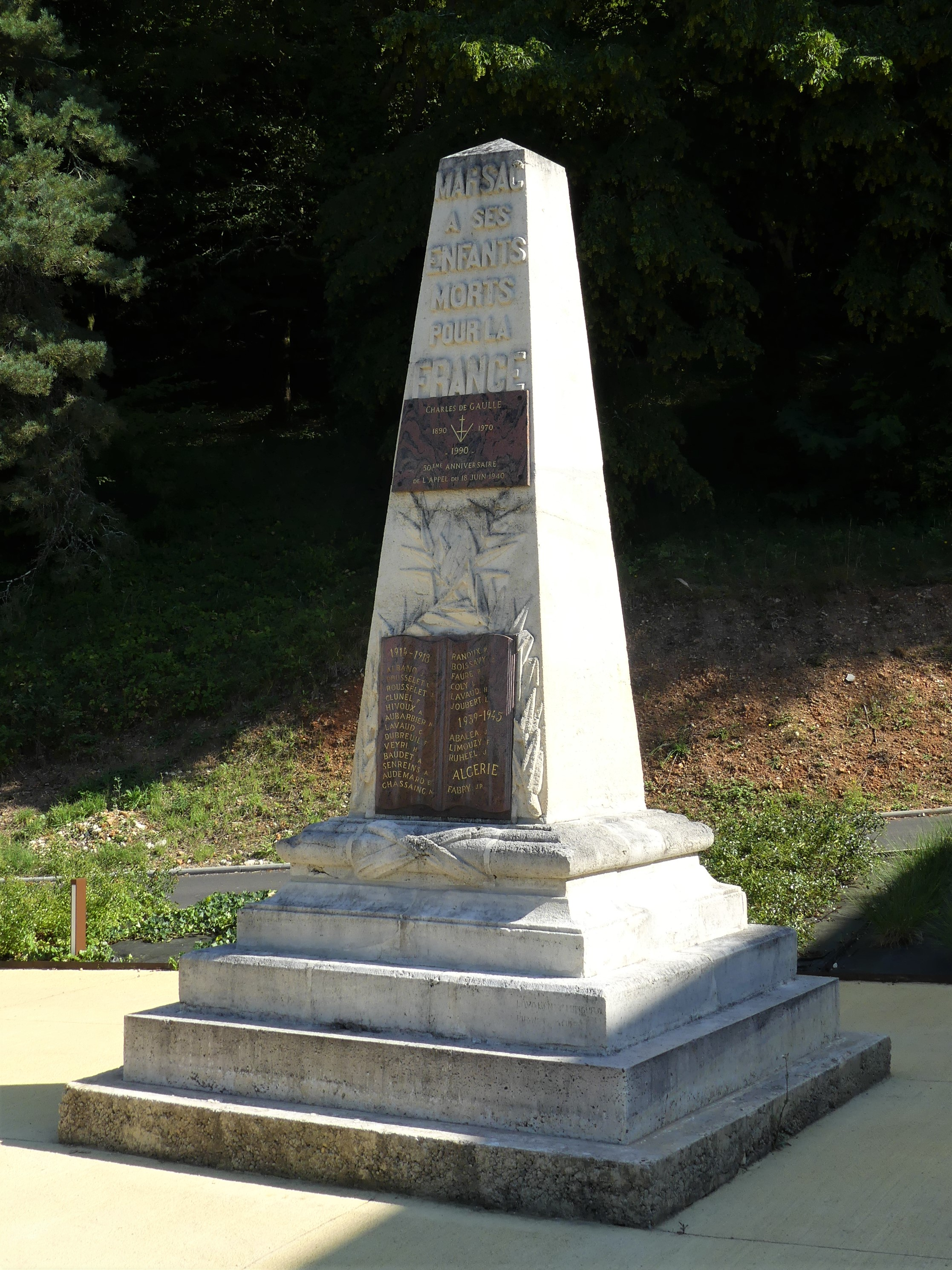
Le monument aux morts.

#### Patrimoine religieux
- L'église Saint-Saturnin : construite sur des bases mérovingiennes au cœur du vieux bourg, la modeste église romane du XIIe siècle, à nef unique, retouchée au XVe siècle, est inscrite au titre des  monuments historiques en 1926[92]. Entre l'abside romane du XIe siècle et la nef s'élève un imposant clocher de base carrée, soutenu par une coupole.

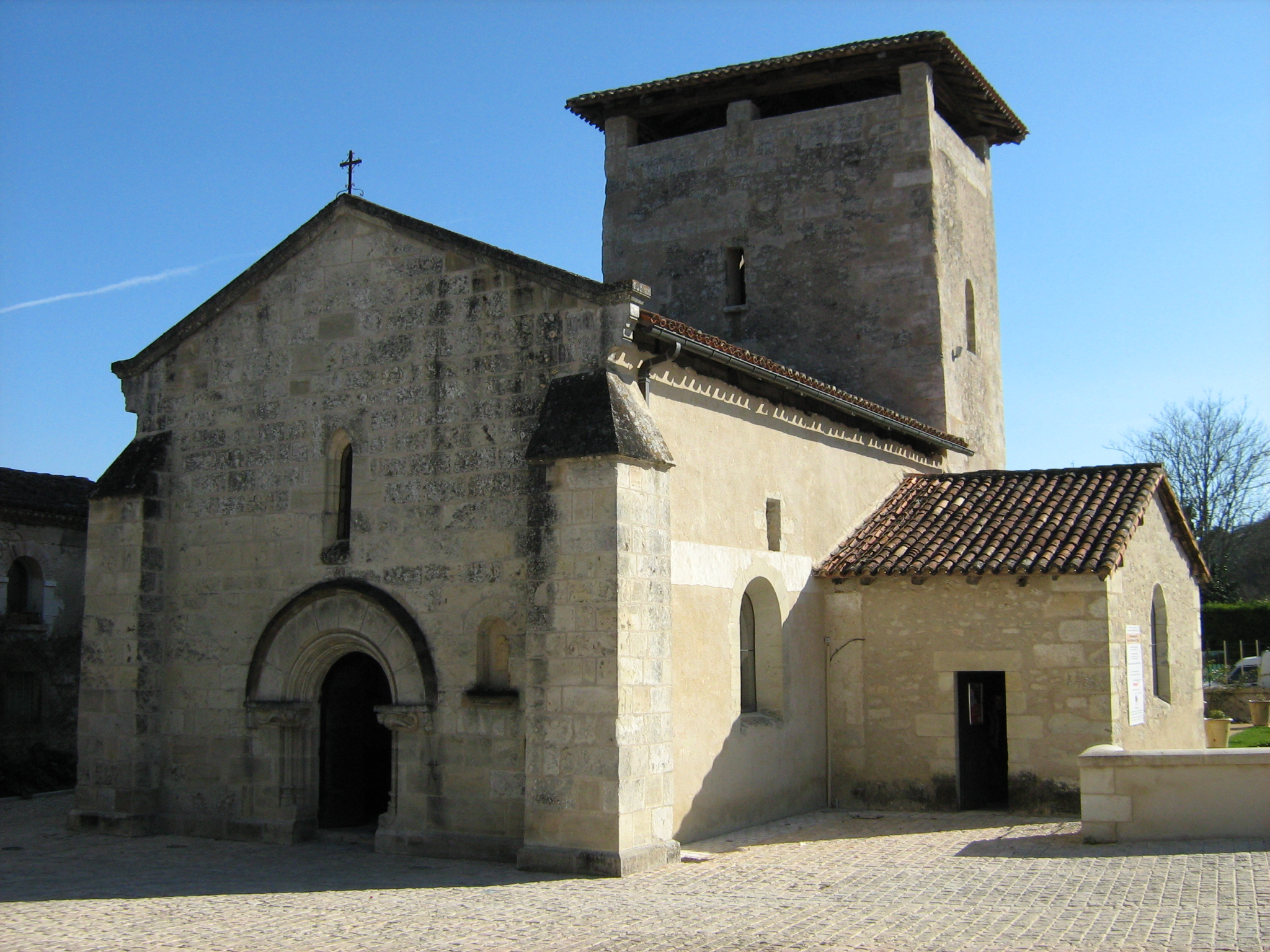
L'église Saint-Saturnin.
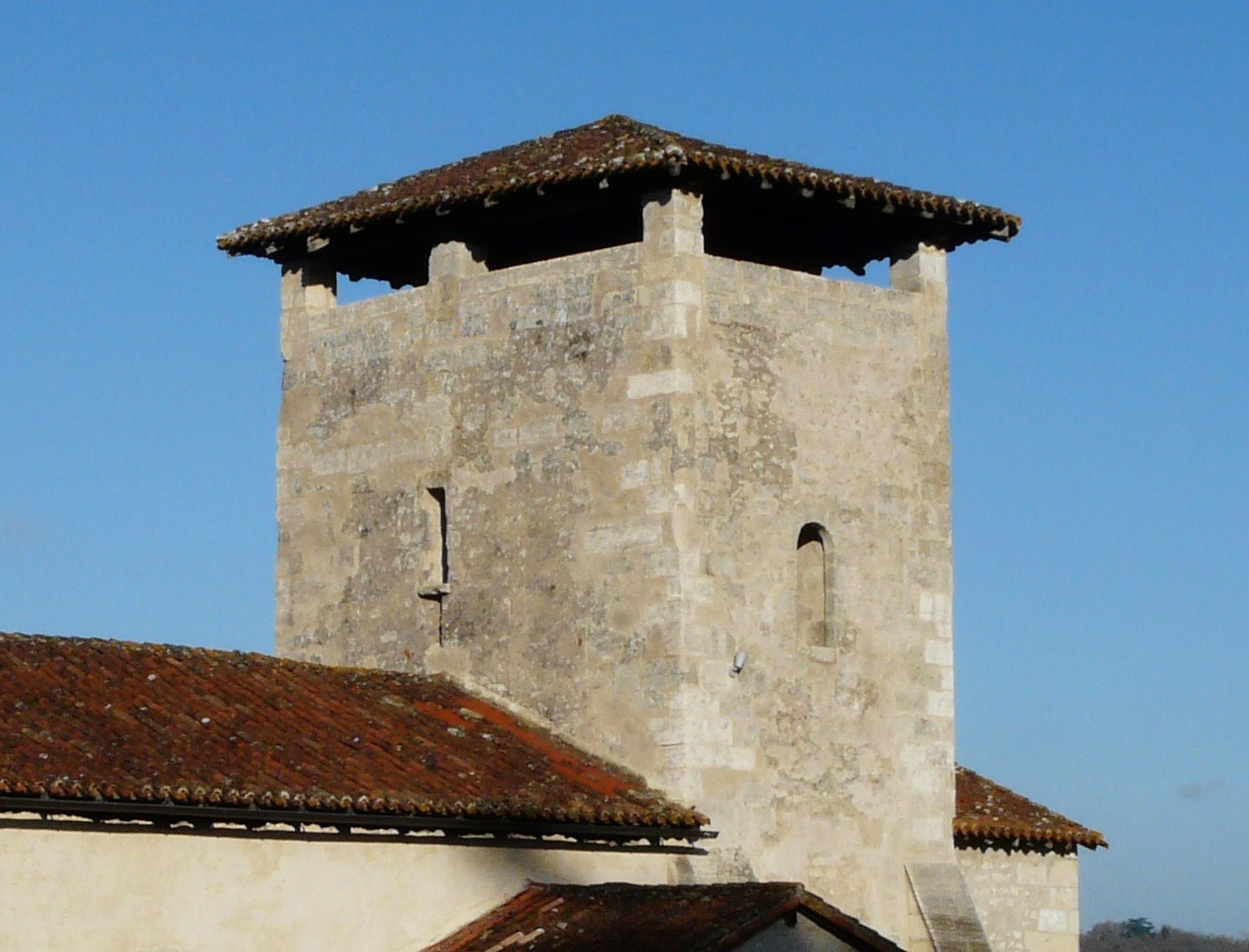
Le clocher carré roman.
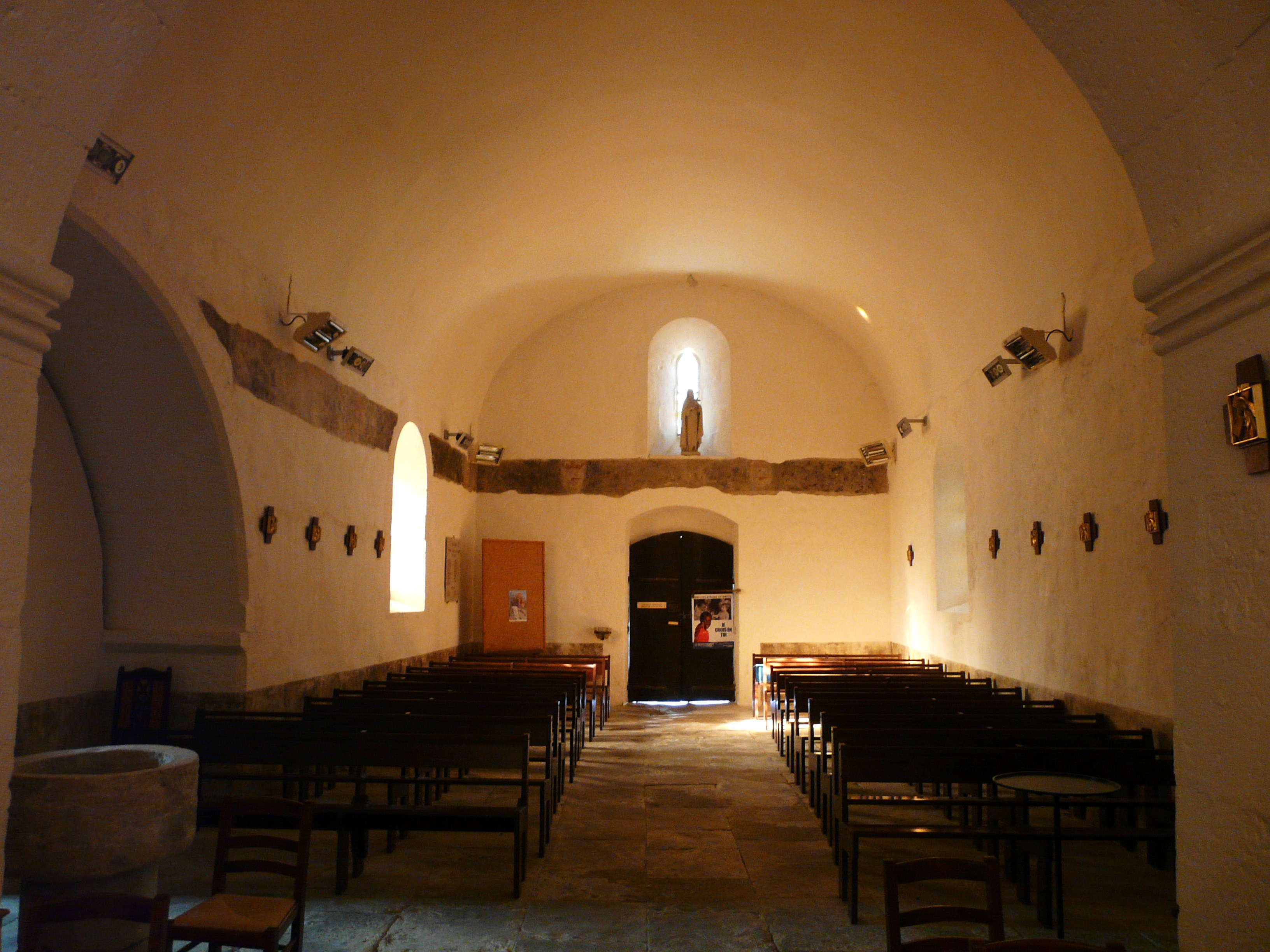
La nef.

### Personnalités liées à la commune
- René Desmaison (1930-2007), alpiniste, vécut à Marsac jusqu'à l'âge de quatorze ans
- Marc Montagut (1816-1895), homme politique français, fut maire de Marsac

## Pour approfondir